# 三井三池煤礦爆炸
三井三池煤礦三川坑爆炸，是1963年11月9日在日本福岡縣大牟田市三川町，於三井三池煤礦的三川坑發生的煤炭粉塵爆炸事故。事故造成458人死亡，839人因一氧化碳中毒受傷。本事件是日本於二次大戰後最嚴重的煤礦事故與工安事故。

## 事件經過
日本時間1963年11月9日15時12分，三井礦山三池礦業所，三川礦（三川坑）第一斜坑於距離入口約1,600公尺處發生煤炭粉塵爆炸。坑內一輛裝滿煤炭的台車脫鉤脫軌，冒出火花，失控的台車使大量粉塵散於礦坑中，最後引發塵爆。。
當時坑內約有1400位礦工正在工作。有458人死亡，獲救的940人中有839位遭受一氧化碳中毒傷害。
煤塵爆炸產生大量一氧化碳，進入位於有明海海底的礦場，造成嚴重死傷；除爆炸中死亡的20人外，其他人死亡原因均為一氧化碳中毒。
三井礦山於15時40分得知事故，但救援工作並不迅速。由23人組成的三川礦救護隊在17時28分最先抵達，但事故已經發生超過兩個小時；而最晚到達的四山礦救護隊更是在事故發生後7小時才抵達。據估計，事故發生時三川礦坑內一氧化碳濃度高達6%且持續了5至6小時，救援工作的延誤導致罹難人數增加。最後統計約有3000人參與救援。
雖然煤礦坑總是可能發生煤塵爆炸，但當時卻有「三池煤礦不可能發生煤塵爆炸」、「事實上，已經幾十年沒有發生這種事了。」等等的安全神話。此外，由於三池爭議，三井礦山與工會之間仍有糾紛，忽視了安全措施；這被認為是事故發生與初期救援遲緩的根本原因，導致罹難人數增加。

## 事故原因與事故後的事態演變
時任九州工業大學教授的荒木忍對事故原因，有如下推測：
忽視安全的生產第一主義：由於忽視粉塵爆炸的預防措施（如清除煤塵、灑水、撒石粉），礦坑內已經蓄積了不少煤塵。為了削減成本，該公司忽略了煤炭台車保養，零件老化。煤炭台車連接環斷裂後脫軌，因摩擦生熱或產生火花點燃礦井內的煤塵。
三井三池煤礦聘請的學者則推測事故原因為火花點燃了運煤帶上附著的煤塵，這是不可抗力的事故。
福岡縣警察和福岡地方檢察廳根據荒木忍的鑑定結果起訴三井三池煤礦的主管。然而，許多積極任事的福岡地方檢察廳檢察官突然被調職。新調任的福岡地方檢察廳檢察官以無法由科學證明事故原因為由，決定不起訴三井三池煤礦主管。

## 三池一氧化碳中毒訴訟
受害者與死者遺族，就一氧化碳中毒後遺症的賠償問題提起訴訟。
1987年7月20日，支持和解的原告團體（454人）接受了福岡地方法院提出和解金總額約9.1億日圓的提案而達成和解。未參與和解的 32 名原告以及在主訴訟之前提起訴訟的 4 個家庭則繼續進行訴訟。福岡地方法院於1993年3月26日作出判決，認定公司忽視防止礦井內大量煤塵堆積的責任顯有過失，應支付損害賠償金。最高法院於1998年做出同樣判決。

## 後續
- 事故對三井三池煤礦的經營造成重大影響，提前了該煤礦的關閉。而工會方也損失了不少成員。
- 對於一氧化碳中毒，政府派遣的調查團的醫生表示「大多數人都會在短時間內康復，無需擔心」。事故後遺症患者並未得到足夠的補償，許多人還受到旁人歧視為「毒氣患者」。然而，事故發生50年後，於2013年的有新聞報導指稱仍有80多名患者仍在與病魔奮戰。[9]
- 在大牟田市昭和町延命公園，設立了「三河礦大災害殉職者慰靈碑」。
- 2020年11月，在三川坑原址，由大眾捐贈的資金建立了「三川坑炭塵爆發慰靈碑」。[10][11][12]

## 三川坑
三川礦坑屬於三井礦山三池礦業所，位於三池港附近。有第一斜坑和第二斜坑，兩者坑口都是寬約 6 m、高 3.3 m 的拱形口。礦坑向西延伸至有明海海底，其傾斜約11度、長度超過2公里。
由於戰爭需要增加煤炭產量，於 1937 年開始建設而於 1940 年完工。戰後復興期，成為三井礦山的主力坑道，昭和天皇曾於1949年進入該礦坑參觀。
1997年3月三井三池煤礦關閉後，部分設施被登記為重要文化財、史蹟、近代化產業遺產等文化財產，並於2015年被指定為世界遺產「明治工業革命遺蹟：鋼鐵、造船和煤礦」的一部分。不過上述文化財都沒有納入三川坑。

## 當日其它事故
在當日，日本神奈川縣發生了火車事故，造成161人死亡。該日在日本被稱為「血染的星期六」（血塗られた土曜日）或「魔鬼星期六」（魔の土曜日）。